# Kothahudya, Srinivaspur
Kothahudya là một làng thuộc tehsil Srinivaspur, huyện Kolar, bang Karnataka, Ấn Độ.